# Millardia kondana
Millardia kondana és una espècie de mamífer rosegador de la família dels múrids. És endèmic de l'oest de l'Índia, on viu a altituds d'aproximadament 1.270 msnm. Es tracta d'un animal nocturn. Els seus hàbitats naturals són els boscos caducifolis secs tropicals i subtropicals i els matollars tropicals. Està amenaçat per la destrucció del seu medi, el sobrepasturatge i el turisme. El seu nom específic, kondana, es refereix a un lloc de l'Índia.